# Прапор Лосинця
Пра́пор Лосинця — офіційний символ села Лосинець Львівської області, затверджений 27 жовтня 2023 року сесією Турківської міської ради.
Автор — А. Гречило.

## Опис прапора
Квадратне зелене полотнище, на ньому жовта голова лося анфас, між рогами якого білий півмісяць ріжками вгору, над ним — жовта стріла вістрям догори, обабіч якої по такій же 6-променевій зірці.

## Зміст
Голова лося є номінальним символом і вказує на одну з версій про походження назви села. Над нею розташовані стріла, зірки та півмісяць — елементи шляхетського герба Сас, до якого належало багато місцевих мешканців.